# Carima (Sudão)
Carima (Karima) é uma pequena cidade do Estado do Norte do Sudão, distante 338 km de Cartum. Assentada a beira do rio Nilo, é nos domínios da cidade onde se localiza a montanha sagrada Jebel Barcal. 